# 埃爾姆格羅夫鎮區 (堪薩斯州拉貝特縣)
埃爾姆格羅夫鎮區（英語：Elm Grove Township）是位於美國堪薩斯州拉貝特縣的一個行政鎮區。

## 地方資料
埃爾姆格羅夫鎮區的面積為130.17平方千米，當中陸地面積為129.13平方千米，而水域面積為1.04平方千米。根據2010年美國人口普查的數據，當地共有人口823人，而人口密度為每平方千米6.32人。

## 外部連結
- US-Counties.com
- City-Data.com （页面存档备份，存于）